# Irșîkî, Starokosteantîniv
Irșîkî (în ucraineană Іршики) este localitatea de reședință a comunei Irșîkî din raionul Starokosteantîniv, regiunea Hmelnîțkîi, Ucraina.

## Demografie
Componența lingvistică a localității Irșîkî
     Ucraineană (98,83%)
     Rusă (1,17%)
Conform recensământului din 2001, majoritatea populației localității Irșîkî era vorbitoare de ucraineană (98,83%), existând în minoritate și vorbitori de rusă (1,17%).